# Amphoe Rasi Salai

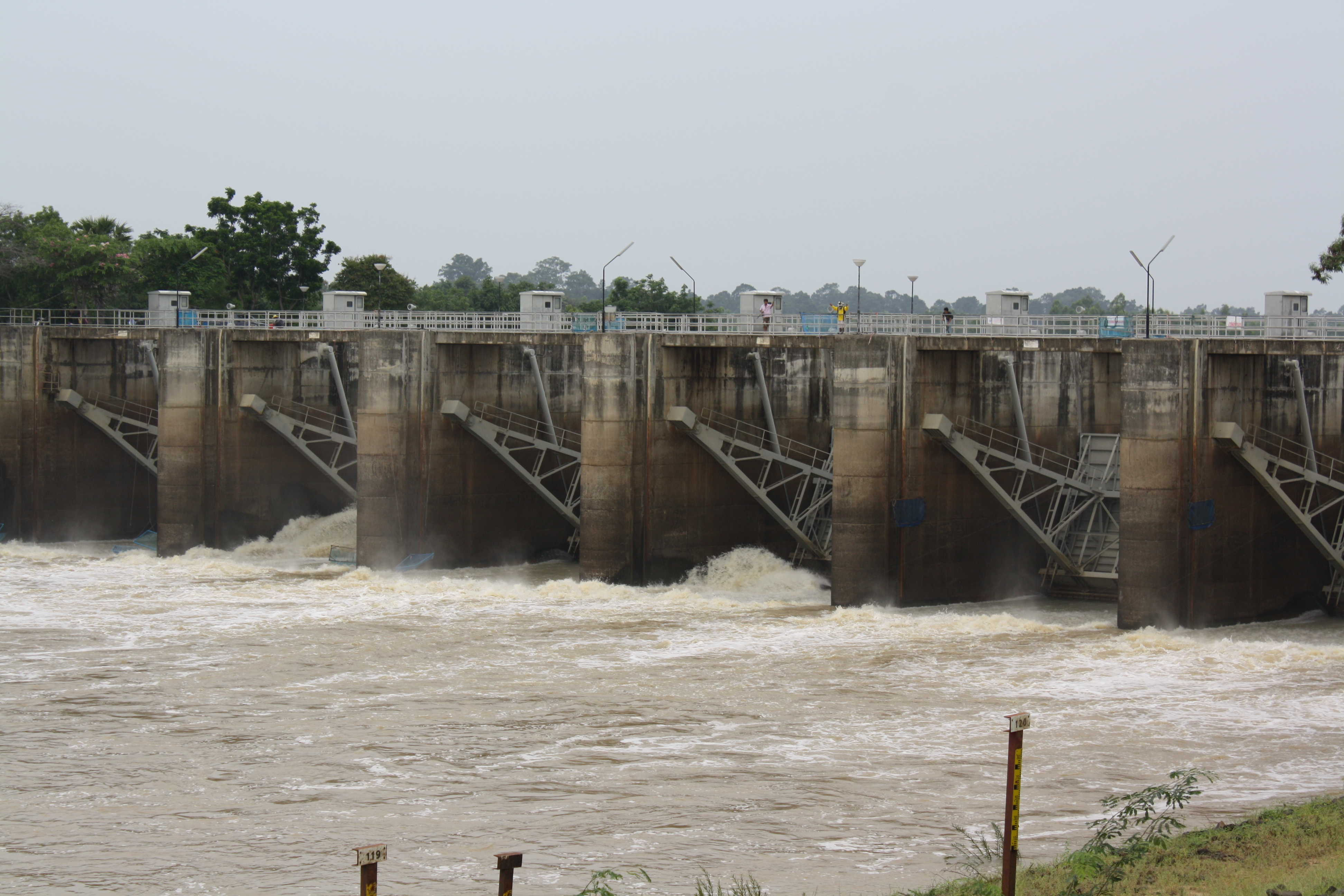
Der Rasi-Salai-Staudamm

Amphoe Rasi Salai (Thai: อำเภอ ราษีไศล) (auch Rasisalai) ist ein Landkreis (Amphoe – Verwaltungs-Distrikt) im Norden der Provinz Si Sa Ket. Die Provinz Si Sa Ket liegt in der Nordostregion von Thailand, dem so genannten Isan.
Rasi Salai liegt etwa 39 Kilometer von der Provinzhauptstadt entfernt.

## Geographie
Die benachbarten Bezirke sind (von Norden im Uhrzeigersinn): Amphoe Phanom Phrai der Provinz Roi Et, Amphoe Sila Lat der Provinz Si Sa Ket, die Amphoe Maha Chana Chai und Kho Wang der Provinz Yasothon, die Amphoe Yang Chum Noi, Mueang Si Sa Ket, Uthumphon Phisai und Bueng Bun wiederum in Si Sa Ket sowie Amphoe Rattanaburi in der Provinz Surin.

## Geschichte
Der Distrikt wurde 1939 von Khong in Rasi Salai umbenannt.

## Klima/Natur
Während der heißen Jahreszeit (April – Juni) herrscht in Rasi Salai trockenes und heißes Wetter vor. Während des Winters ist es kühl. Die Niederschläge fallen während der Regenzeit unregelmäßig. Manche Jahre bleiben sie vollkommen aus, was zu Dürreperioden führt. In anderen Jahren fällt so viel Regen, dass mit Überflutungen der von der Landwirtschaft genutzten Flächen gerechnet werden muss. Landwirtschaftlich wird der Boden meist für den Reisanbau verwendet. Dadurch gingen in der Vergangenheit viele Waldbestände verloren. Darüber hinaus gibt es viele Gebiete, in denen der Boden landwirtschaftlich nicht genutzt werden kann, der er zu sandig und trocken ist. Die Gesamtanbaufläche beträgt 171.050 Rai.
Durch Rasi Salai fließt der Mae Nam Mun (Mun-Fluss), der größte Strom dieses Bezirkes. Er wurde in den 1990er Jahren durch einen kleineren Damm in Rasi Salai und einen großen Damm in der Provinz von Ubon Ratchathani beeinträchtigt und hat seit dieser Zeit viel von seiner Artenvielfalt verloren. Während der Trockenzeiten trocknet der Fluss regelmäßig fast vollständig aus.

## Bevölkerung
1997 lag die Bevölkerung bei rund 76.515 Bewohnern, die bis 2005 auf 85.666 Bewohner angestiegen ist. Davon sind 43.008 Bewohner männlich und 42.658 weiblich. Das Einkommen pro Kopf der Bevölkerung beträgt 8.000 Baht/Jahr.
Die meisten Bewohner von Rasi Salai sind in der Landwirtschaft tätig. Sie bebauen Reisfelder, pflanzen Zwiebeln, Knoblauch und Chili sowie einige Sorten an Obst und Gemüse. Darüber hinaus verdienen sie ihr Geld als Arbeiter in allen möglichen Dienstleistungsgewerben.
Viele junge Leute wandern für ihre Ausbildung oder zum Arbeiten in die größeren Städte des Landes ab. Zurück bleiben vor allem alte Bewohner sowie Kinder und Jugendliche, die von ihren Großeltern zu Hause betreut werden, während die Eltern in den größeren Städten arbeiten.

## Religion
98 % bekennen sich zum Buddhismus. Des Weiteren gibt es Gläubige des Islams und des katholischen Christentums.

## Ausbildung
Rasi Salai verfügt über 59 Schulen und 5 Weiterbildungsinstitutionen. 8 der 59 Schulen sind weiterführende Schulen, sogenannte Sekundärschulen. Es gibt eine Privatschule, an die auch eine Berufsausbildungsstätte gekoppelt ist. Im Bezirk Rasi Salai gibt es eine öffentliche Bibliothek und 106 öffentliche Zeitungslesestellen.

## Gesundheitsversorgung
In Rasi Salai gibt es ein Krankenhaus mit einer Bettenkapazität von 90 Betten, die im Notfall bis auf 120 Betten verstärkt werden kann. Darüber hinaus gibt es drei große Gesundheitsservicestellen und elf allgemeine Gesundheitsservicestellen (PCU = Primary Care Unit). Es gibt ein Gesundheitszentrum für Aufklärung und Vorbeugung gegen Krankheiten im Bereich des Krankenhauses. Darüber hinaus betrieben im Jahre 2006 vier Ärzte des Krankenhauses ihre eigenen Privatpraxen. Rasi Salai verfügt über 5 Apotheken. Zwischen 2005 und 2006 lag die Anzahl der in Rasi Salai praktizierenden Allgemeinärzte bei sieben bis acht, vornehmlich im Bezirkskrankenhaus von Rasi Salai. In den Gesundheitsservicestellen gibt es noch keine fest angestellten Allgemein- oder Fachärzte.
Zu den am häufigsten auftretenden Krankheiten zwischen 2004 und 2005 zählen Herzkrankheiten, Krebserkrankungen aller Arten und Nierenerkrankungen. Darüber hinaus kommen häufig Patienten mit Dengue-Fieber in die Gesundheitsinstitutionen. Die Anzahl von Unfällen durch Verkehr und Transport lag zu dieser Zeit bei 37.

## Wirtschaft
Es gibt zwei industrielle Produktionsstellen in Rasi Salai, davon eine für wetterfestes Schuhwerk und die andere für Textilien.

## Verwaltung

### Provinzverwaltung
Der Landkreis Rasi Salai ist in 13 Tambon („Unterbezirke“ oder „Gemeinden“) eingeteilt, die sich weiter in 190 Muban („Dörfer“) unterteilen.
| Nr.  | Name            | Thai     | Muban | Einw. |
| ---- | --------------- | -------- | ----- | ----- |
| 01.  | Mueang Khong    | เมืองคง   | 15    | 7.783 |
| 02.  | Mueang Khaen    | เมืองแคน  | 14    | 6.531 |
| 03.  | Nong Khae       | หนองแค   | 17    | 7.718 |
| 06.  | Chik Sang Thong | จิกสังข์ทอง | 10    | 3.934 |
| 07.  | Dan             | ด่าน      | 13    | 5.018 |
| 08.  | Du              | ดู่        | 14    | 7.294 |
| 09.  | Nong Ueng       | หนองอึ่ง   | 17    | 8.355 |
| 010. | Bua Hung        | บัวหุ่ง     | 18    | 6.775 |
| 011. | Phai            | ไผ่       | 12    | 5.132 |
| 012. | Som Poi         | ส้มป่อย    | 17    | 6.986 |
| 013. | Nong Mi         | หนองหมี   | 18    | 5.884 |
| 014. | Wan Kham        | หว้านคำ   | 13    | 5.082 |
| 015. | Sang Pi         | สร้างปี่    | 12    | 4.756 |

### Lokalverwaltung
Es gibt drei Kommunen mit „Kleinstadt“-Status (Thesaban Tambon) im Landkreis:
- Bua Hung (Thai: เทศบาลตำบลบัวหุ่ง) besteht aus dem ganzen Tambon Bua Hung.
- Som Poi (Thai: เทศบาลตำบลส้มป่อย) besteht aus dem ganzen Tambon Som Poi.
- Mueang Khong (Thai: เทศบาลตำบลเมืองคง) besteht aus Teilen des gleichnamigen Tambon.

Außerdem gibt es elf „Tambon-Verwaltungsorganisationen“ (องค์การบริหารส่วนตำบล – Tambon Administrative Organizations, TAO):
- Mueang Khong (Thai: องค์การบริหารส่วนตำบลเมืองคง)
- Mueang Khaen (Thai: องค์การบริหารส่วนตำบลเมืองแคน)
- Nong Khae (Thai: องค์การบริหารส่วนตำบลหนองแค)
- Chik Sang Thong (Thai: องค์การบริหารส่วนตำบลจิกสังข์ทอง)
- Dan (Thai: องค์การบริหารส่วนตำบลด่าน)
- Du (Thai: องค์การบริหารส่วนตำบลดู่)
- Nong Ueng (Thai: องค์การบริหารส่วนตำบลหนองอึ่ง)
- Phai (Thai: องค์การบริหารส่วนตำบลไผ่)
- Nong Mi (Thai: องค์การบริหารส่วนตำบลหนองหมี)
- Wan Kham (Thai: องค์การบริหารส่วนตำบลหว้านคำ)
- Sang Pi (Thai: องค์การบริหารส่วนตำบลสร้างปี่)